# Silicium

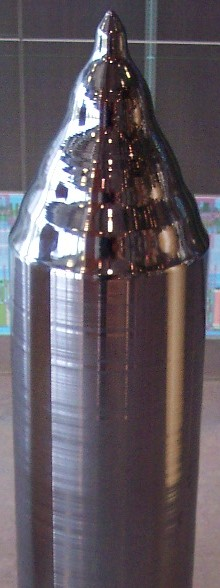
Monokristallijn silicium voor waferfabricatie

Silicium of kiezel is een scheikundig element met symbool Si en atoomnummer 14. Het is een donkergrijs metalloïde.

## Ontdekking
Silicium is voor het eerst geïdentificeerd door Antoine Lavoisier in 1787. Later werd het door Humphry Davy aangezien voor een verbinding, maar in 1811 werd duidelijk dat het tóch om een element ging, toen Louis Gay-Lussac onzuiver amorf silicium verkreeg door siliciumtetrafluoride te verhitten in aanwezigheid van kalium. In 1824 maakte Jöns Jacob Berzelius zuiver silicium door eerst dezelfde methode als Lussac te gebruiken en daarna het product meerdere malen uit te wassen. Zijn naam heeft silicium te danken aan het Latijnse Silex, "vuursteen". In 1854 bereidde Henri Saint-Claire Deville voor het eerst kristallijn silicium, de tweede allotrope vorm waarin silicium voorkomt.
De hightech regio Silicon Valley in Californië is vernoemd naar silicium, omdat silicium een belangrijke grondstof is voor halfgeleiders.
Voor planten is silicium van essentieel belang voor het opbouwen van celwanden.

## Toepassingen
Silicium wordt in veel takken van industrie gebruikt. Siliciumdioxide wordt in de vorm van zand of klei gebruikt voor de productie van veel bouwmaterialen. Andere producten waarin veelvuldig gebruik wordt gemaakt van silicium zijn:
- computerchips: de componenten van een chip worden gefabriceerd op een wafer, een dunne plak monokristallijn silicium.
- keramiek: siliciumdioxide is de grondstof voor veel keramische materialen
- staal: silicium wordt vaak gebruikt als toevoeging aan staal
- glas: in de vorm van SiO2 is silicium de basisgrondstof van glas
- halfgeleider: in zeer zuivere vorm wordt silicium gedoteerd met 5-waardige elementen als fosfor, arseen en antimoon (n-type) of 3-waardige elementen als boor, aluminium, gallium en indium (p-type) en gebruikt voor de productie van elektronische componenten
- laser: silicium kan worden gebruikt voor de productie van lasers met een golflengte van 456 nm
- zonnepanelen: de foto-elektrische eigenschappen van silicium maken het geschikt voor fotocellen
- röntgendiffractie: preparaathouders in de vorm van silicium-eenkristallen

Daarnaast zijn er nog tal van andere toepassingen van silicium in de industrie.
Ook komt siliciumdioxide voor in voeding (in granen, zoals haver) en wordt het gebruikt als antiklontermiddel, als klaringsmiddel bij wijn en bier en ontschuimingsmiddel. Op etiketten wordt het aangeduid als additief E551, of worden de benamingen kiezelzuur, kwarts of silica gehanteerd.

## Opmerkelijke eigenschappen
In kristallijne vorm heeft silicium een metallisch uiterlijk en een grijze kleur. Hoewel het een relatief inert element is, reageert het onder bepaalde omstandigheden met halogenen, maar de meeste zuren hebben geen invloed.
Silicium kan in tal van verbindingen de rol van koolstof (in het periodiek systeem er pal boven) overnemen:
- silanen
- organosiliciumchemie
- siliconen

## Voorkomen
Na zuurstof is silicium het meest voorkomende element in de aardkorst. De aardkorst bestaat voor 25,7% uit silicium in zijn verschillende verbindingen. In de elementaire vorm komt silicium niet in de natuur voor. De meest voorkomende siliciumverbinding is siliciumdioxide (SiO2) zoals in kwartsen, opaal en vuursteen. Ook komt het element veel voor in complexe ionen (silicaten) zoals asbest, klei en mica en veel mineralen.

## Zuivering
Op commerciële schaal wordt zuiver silicium verkregen door verhitting van siliciumdioxide onder aanwezigheid van koolstof. De koolstof reduceert de siliciumdioxide tot silicium volgens de vergelijking:
{\displaystyle {\ce {SiO2 + 2C -> Si + 2CO}}}
Het op deze wijze verkregen silicium heeft een zuiverheid van ongeveer 99%. Voor gebruik in halfgeleiders is zuiverder silicium nodig. Hiervoor zijn meerdere chemische en fysische technieken te gebruiken.
- tweede fase: het in de eerste fase gezuiverde silicium wordt eerst omgezet naar trichloorsilaan (SiHCl3). Daar wordt het gemengd met zoutzuur (HCl). Door destillatie worden verontreinigingen verwijderd. Het trichlorosilaan wordt verhit tot verdamping en bij een goede temperatuurkeuze ontstaat zeer zuiver silicium.
- derde fase (zonesmelten): een staaf silicium wordt slechts in een kleine zone tot boven het smeltpunt verwarmd. Doordat verontreinigingen veel beter in de vloeibare fase oplossen dan in de vaste fase, worden in de vloeibare zone de meeste verontreinigingen verzameld. Die worden naar het einde van de staaf gebracht. Ten slotte wordt dat stukje afgesneden en weggegooid. Het overige stukje is vrijwel 99,999999999% zuiver (1 op 10 miljard deeltjes is een onzuiverheid). We spreken in dit geval van "eleven nines" purity.

## Isotopen
| Stabielste isotopen | Stabielste isotopen | Stabielste isotopen      | Stabielste isotopen      | Stabielste isotopen      | Stabielste isotopen      |
| Iso                 | RA (%)              | Halveringstijd           | VV                       | VE (MeV)                 | VP                       |
| ------------------- | ------------------- | ------------------------ | ------------------------ | ------------------------ | ------------------------ |
| 28Si                | 92,23               | stabiel met 14 neutronen | stabiel met 14 neutronen | stabiel met 14 neutronen | stabiel met 14 neutronen |
| 29Si                | 4,67                | stabiel met 15 neutronen | stabiel met 15 neutronen | stabiel met 15 neutronen | stabiel met 15 neutronen |
| 30Si                | 3,10                | stabiel met 16 neutronen | stabiel met 16 neutronen | stabiel met 16 neutronen | stabiel met 16 neutronen |
| 31Si                | syn                 | 157,3 m                  | β−                       | 1,492                    | 31P                      |
| 32Si                | syn                 | 172 j                    | β−                       | 13,020                   | 32P                      |

Van silicium zijn 23 verschillende isotopen bekend. Silicium-28, -29 en -30 zijn stabiel. De overige, instabiele isotopen kunnen op kunstmatige wijze worden geproduceerd.

## Toxicologie en veiligheid
Elementair silicium, kiezelzuur en silicaten zijn fysiologisch inert en niet giftig of gevaarlijk. Een volwassen lichaam bevat ongeveer 1,5 gram silicium, het element is onmisbaar voor de groei van bot- en bindweefsel.
Het inademen van fijn kwartsstof kan echter leiden tot silicose, de vorming van knobbeltjes in de longen.